# 権現山 (丹沢 世附)
権現山（ごんげんやま）は、丹沢大山国定公園内、神奈川県足柄上郡山北町世附にある標高1,018.8mの山である。畦ヶ丸の東に位置する権現山と区別するために、世附権現山（よづくごんげんやま）とも呼ばれる。
登山道は浅瀬入口から、細川橋からの2本が一般的であるが、浅瀬入口からの登山道は不明瞭な所が多く、初心者の通行は不向きである。

## 周辺の山
- 屏風岩山（1051.6m）
- 不老山（928m）

## ギャラリー

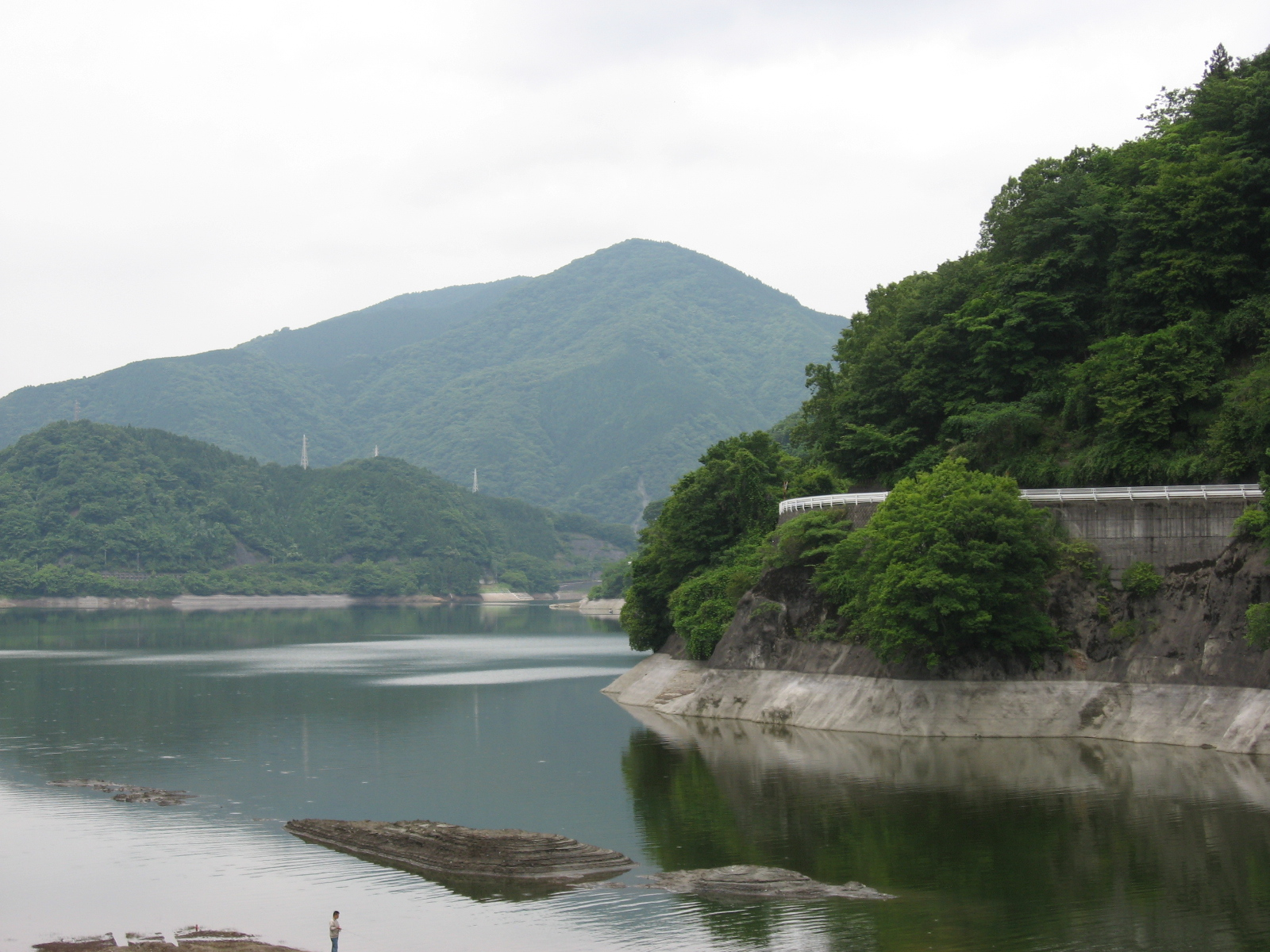
玄倉より丹沢湖と権現山